# Meiningen
Meiningen és una ciutat mitjana del land de Turíngia a la República Federal d'Alemanya. La ciutat, que té una població de prop de 21.500 habitants, és a la vall del riu Werra a l'est del Rhön muntanyes.

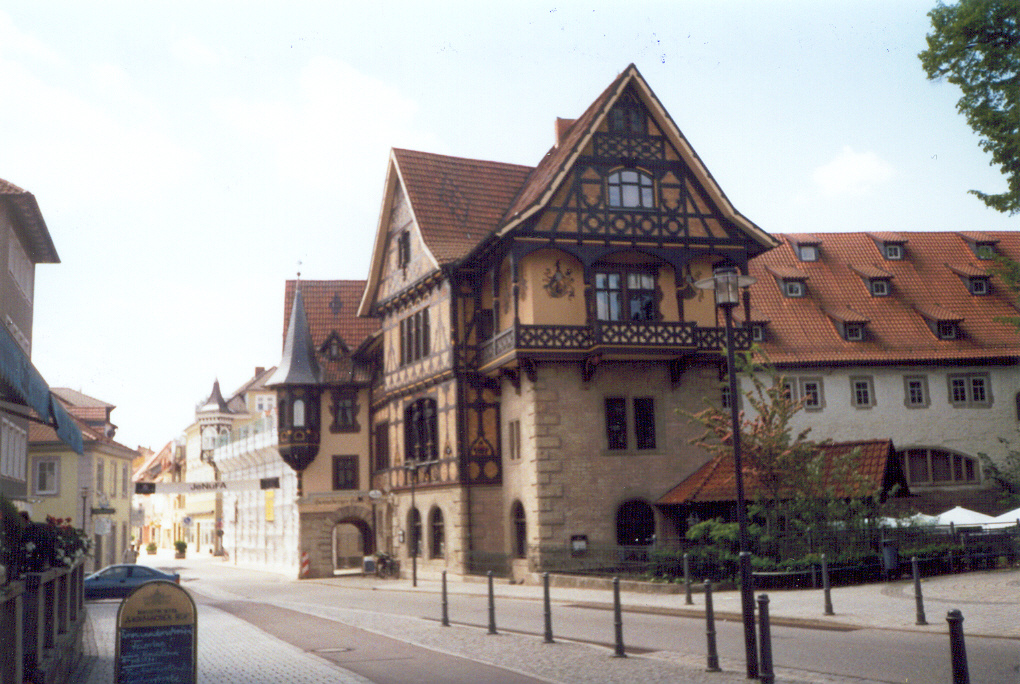
Henneberger Haus

La ciutat fou mencionada per primera vegada l'any 928 com una de les principals parades de les rutes comercials que travessaven la regió. La ciutat situada a les ribes del riu Werra esdevingué amb el pas del temps, l'any 1680, es convertí en la capital del petit ducat de la línia ernestia de Saxònia-Meiningen. Amb la caiguda de la monarquia l'any 1918 es convertí durant dos anys en la ciutat lliure de Meiningen associada a la recent creada República de Weimar, l'any 1920 s'integrà en el nou land de Turíngia.
Amb la creació de la República Democràtica d'Alemanya l'any 1949, Meiningen s'integrà al bezirk de Suhl. L'any 1990, amb la reunificació, s'incorporà de nou al land de Turíngia.
El desenvolupament de la ciutat ha anat lligat, en una primera etapa, amb la casa ducal de Saxònia-Meiningen i en una segona etapa amb l'esdevenir històric dels territoris de l'est d'Alemanya. El fet que Meiningen fos capital d'un ducat sobirà i l'interès de la família ducal amb la cultura, el teatre n'és una bona mostra, feu créixer en població i renom la ciutat. I d'altra banda, el fet que Meiningen quedés al costat oriental del país feu que a partir de 1990 la població es veu any rere any reduïda considerablement (ha perdut un 20% de la població en tan sols deu anys).

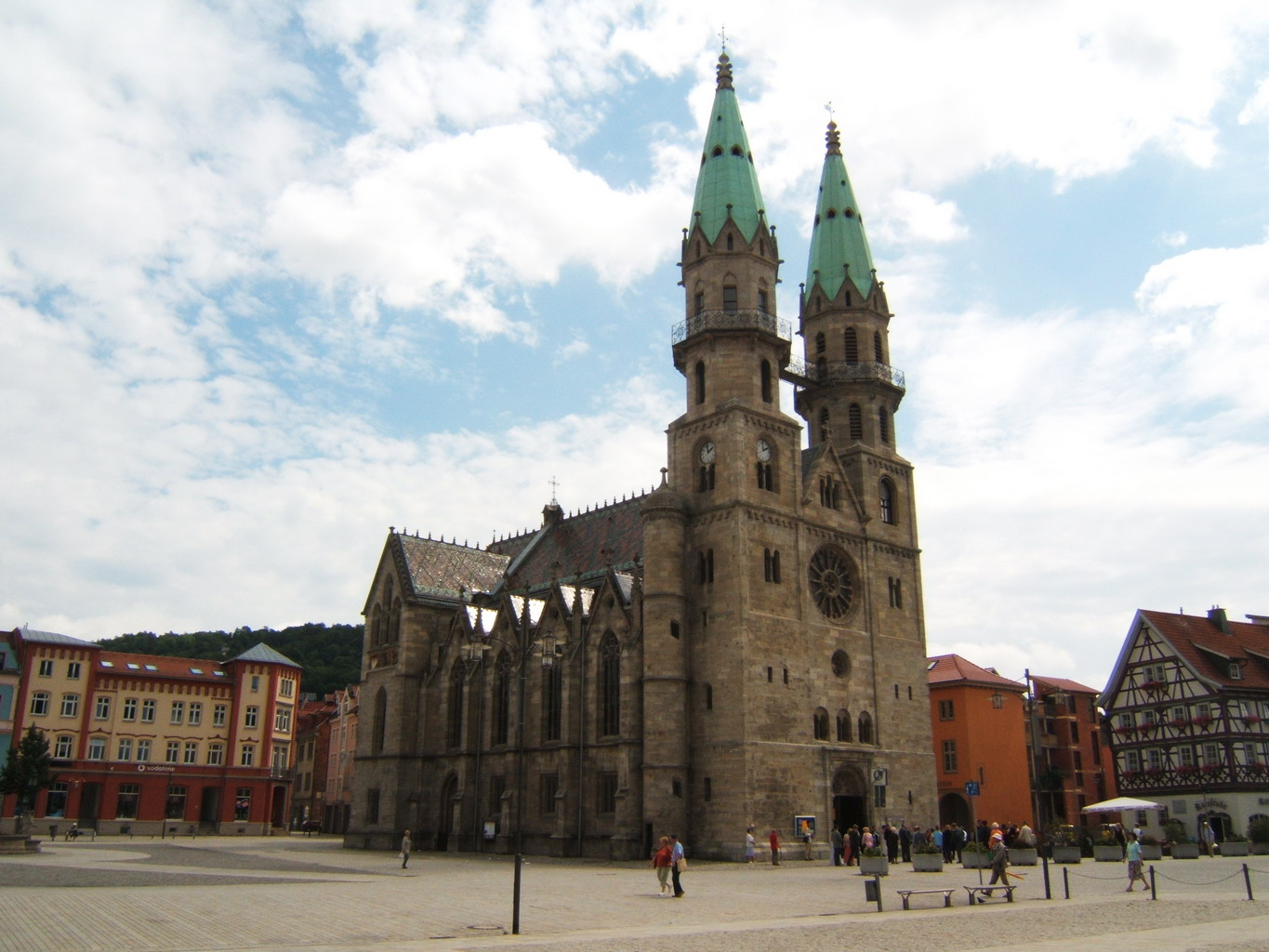
L'església i la MarktPlatz de Meiningen.

Si la ciutat és coneguda internacionalment és pel teatre que si desenvolupa. Des dels temps del ducat fou una de les principals seus de teatre d'Alemanya i prova d'això és el magnífic teatre construït a la primera dècada del segle xx i els nombrosos festivals que s'hi organitzen any rere any. A Meiningen hi visqueren i hi treballaren Richard Strauss, Max Reger i Hans von Bülow entre d'altres. Hi era fill d'aquesta vila alemanya, el que fou el més complet violoncel·lista del segle xix, en Friedrich Kummer (1797-1879).
La ciutat també ofereix la possibilitat de visitar el museu del Palau ducal d'Elisabethenburg. El palau d'estil barroc i construït el segle xvii per albergar els ducs de Saxònia-Meiningen avui ofereix la possibilitat de visitar-lo, descobrint els tresors que durant anys reuniren la família ducal alhora també es pot veure un museu de la música i un museu de la literatura.

## Fills il·lustres
- Julius Röntgen compositor (1862-?)
- Friedrich Roesch
- Andreas Ornithoparchus (segle X), teòric musical